# Vicenta Juaristi Eguino
Vicenta Juaristi Eguino, född 1780, död 1857, var en boliviansk frihetshjältinna. Tillsammans med Úrsula Goyzueta och Simona Manzaneda räknas hon som en av det bolivianska självständighetskrigets tre frihetshjältinnor. 
Hon var en förmögen kvinna i La Paz som tillsammans med sin make sedan 1809 finansierade frihetskriget och upplät sitt hem till samlingsplats för rebellerna. Hon hade själv ett förhållande med rebellen José Calderón y Sanjinés. När Simon Bolivar tågade in i La Paz 1825, var det hon som räckte honom stadens nycklar. 